# Liste des maires de Déols
La liste des maires de Déols présente la liste des maires de la commune française de Déols, située dans le département de l'Indre en région Centre-Val de Loire.

## La mairie

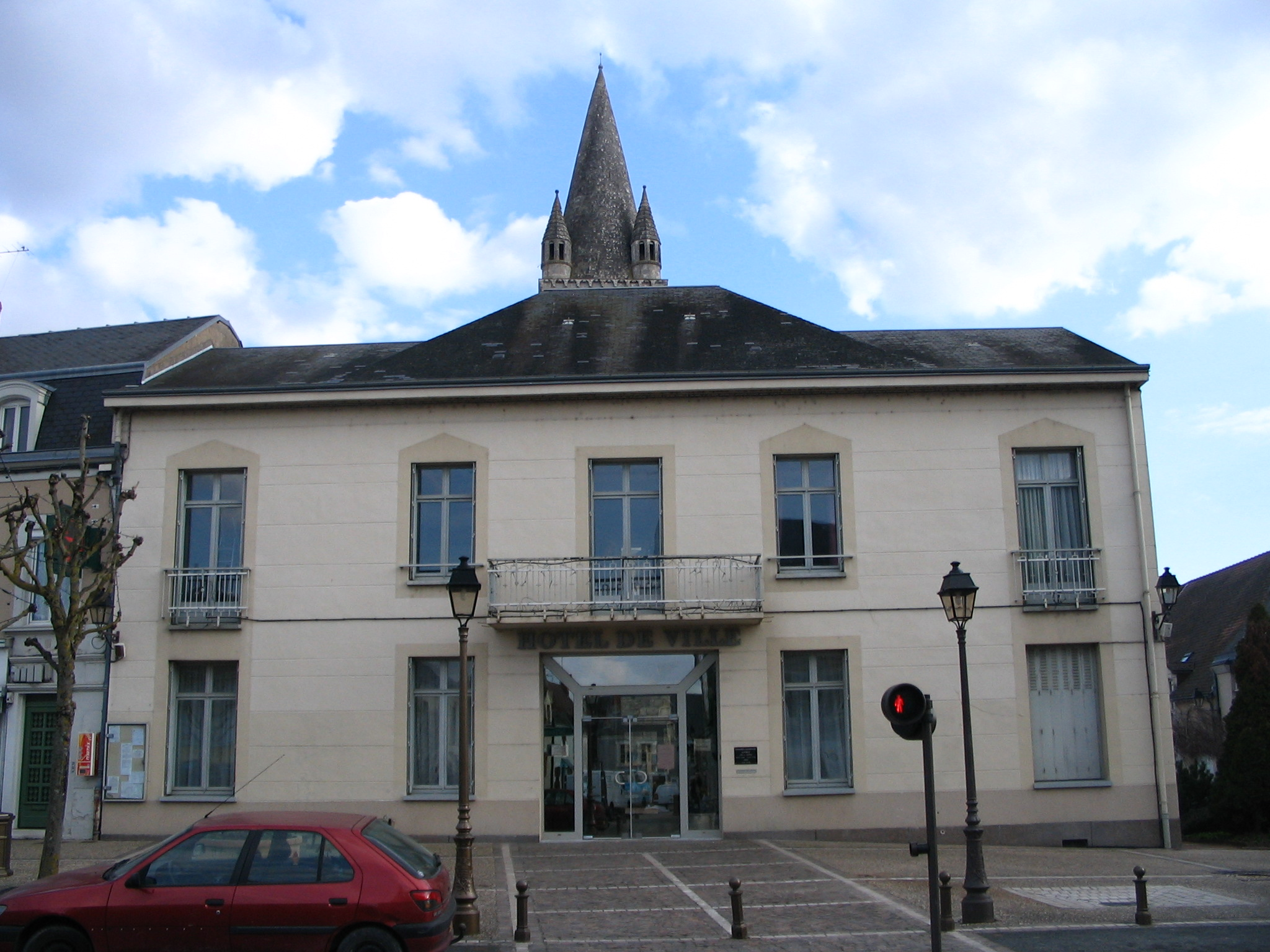
L'hôtel de ville de Déols.

## Liste des maires

### Sous l'Ancien Régime
| Période          | Période          | Identité                | Étiquette | Qualité |
| ---------------- | ---------------- | ----------------------- | --------- | ------- |
| 29 mai 1767      | 4 mai 1771       | Antoine Rouet           |           | Échevin |
| 5 mai 1771       | 30 novembre 1785 | Estienne Legris         |           | Échevin |
| 3 septembre 1786 | 6 juillet 1788   | François Laurent        |           | Échevin |
| 6 juillet 1788   | 27 novembre 1789 | Jean-Ludre Grenouilloux |           | Échevin |
| 28 novembre 1789 | 7 février 1790   | Étienne Diot            |           | Échevin |

### Entre 1790 et 1944
| Période           | Période           | Identité                 | Étiquette | Qualité                                                  |
| ----------------- | ----------------- | ------------------------ | --------- | -------------------------------------------------------- |
| 7 février 1790    | 13 septembre 1792 | Pierre Bisson            |           | Premier maire élu                                        |
| 14 septembre 1792 | 22 mai 1794       | Étienne Rouet            |           | Juge de paix                                             |
| 23 mai 1794       | 22 octobre 1794   | Vincent Soing            |           | Maire nommé                                              |
| 1er janvier 1795  | 1795              | Jean-Ludre Dubois        |           |                                                          |
| 1795              | 1799              | Jean Renault Massicot    |           |                                                          |
| 1799              | 1800              | Vincent Soing            |           |                                                          |
| 11 mai 1800       | 28 mai 1800       | M. Coullon-Rabier        |           |                                                          |
| 30 mai 1800       | 13 février 1816   | Vincent Soing            |           |                                                          |
| 13 février 1816   | 1819              | Michel-François Gerbaux  |           |                                                          |
| 4 juillet 1819    | 1824              | Étienne Darnault         |           |                                                          |
| 28 juin 1824      | 28 septembre 1834 | Charles Clérault         |           |                                                          |
| 29 septembre 1834 | 10 mars 1848      | Pierre Bodin-Marchand    |           |                                                          |
| 11 mars 1848      | 4 février 1850    | Charles Clérault         |           | Maire nommé                                              |
| 5 février 1850    | 13 juillet 1852   | Eloi Genty               |           |                                                          |
| 14 juillet 1852   | 5 octobre 1870    | Louis Destouches         |           | Maire nommé puis réélu                                   |
| 6 octobre 1870    | juillet 1871      | Jean Jablin-Thoreau      |           |                                                          |
| 9 novembre 1873   | 7 novembre 1874   | Louis Troncet            |           |                                                          |
| 8 novembre 1874   | 10 mars 1875      | Tissier Gustave          |           |                                                          |
| 11 mars 1875      | 18 août 1881      | Napoléon Lepot           |           |                                                          |
| 19 août 1881      | 28 août 1882      | Félix Forichon           |           |                                                          |
| 29 août 1882      | 19 janvier 1886   | Louis Malbête-Diot       |           |                                                          |
| 20 janvier 1886   | 17 mai 1908       | Sylvain Rébrioux-Mérigot |           |                                                          |
| 18 mai 1908       | 27 août 1932      | André Fradet-Chezelle    |           |                                                          |
| 28 août 1932      | 17 mars 1941      | Ferdinand Gigot,         |           | Ouvrier maçon, directeur de coopérative Syndicaliste CGT |
| 20 mars 1941      | 5 avril 1944      | Daniel Mardon            |           | Maire nommé                                              |

### Depuis 1944
Depuis la Libération, huit maires se sont succédé à la tête de la commune.
| Période         | Période                        | Identité          | Étiquette            | Qualité |
| --------------- | ------------------------------ | ----------------- | -------------------- | --- |
| 6 avril 1944    | 30 octobre 1947                | Fleury Lafont     |                      | |
| 31 octobre 1947 | 20 août 1958 (décès)           | Ferdinand Gigot   | Socialiste           | Ouvrier maçon puis directeur de coopérative Syndicaliste CGT |
| 11 octobre 1958 | 21 mars 1959                   | Jean Chambre      |                      | |
| 22 mars 1959    | 19 mars 1977                   | Marcel Lemoine    | PCF                  | Comptable Député de l'Indre (1967 → 1968 et 1973 → 1978) Conseiller général de Châteauroux (1967 → 1973) Conseiller général de Châteauroux-Est (1973 → 1985) |
| 20 mars 1977    | 12 mars 1983                   | Paulette Gillet   | PCF                  | Institutrice |
| 12 mars 1983    | 22 mars 1989                   | Marcel Lemoine    | PCF                  | Comptable Ancien député de l'Indre (1967 → 1968 et 1973 → 1978) Conseiller général de Châteauroux-Est (1973 → 1985) |
| 22 mars 1989,   | 23 mai 2020                    | Michel Blondeau   | UDF puis NC puis UDI | Cadre administratif retraité de l'Équipement Député de l'Indre (1re circ.) (1993 → 1997) Conseiller général de Châteauroux-Est (1992 → 2015) Vice-président du conseil général Conseiller départemental de Châteauroux-1 (2015 → 2021) Vice-président du conseil départemental (2015 → 2021)                     |
| 23 mai 2020     | 1er juillet 2021 (démission)   | Marc Fleuret      | UDI-LC               | Ancien directeur de cabinet, entraineur sportif Adjoint au maire de Châteauroux (2014 → 2020) Conseiller départemental de Châteauroux-3 (2015 → 2021) Conseiller départemental de Châteauroux-1 (2021 → ) Président du conseil départemental (2021 → ) 1er vice-président de Châteauroux Métropole (2020 → 2021) |
| 7 juillet 2021  | En cours (au 1er février 2022) | Delphine Geneste, | LR                   | Ancienne comptable Adjointe au maire chargée des finances (2014 → 2021) Conseillère régionale du Centre-Val de Loire (2021 → ) Vice-présidente de Châteauroux Métropole (2020 → ) |